# Sainte-Foy-l’Argentière
Sainte-Foy-l’Argentière – miejscowość i gmina we Francji, w regionie Owernia-Rodan-Alpy, w departamencie Rodan.
Według danych na rok 1990 gminę zamieszkiwały 1152 osoby, a gęstość zaludnienia wynosiła 748 osób/km² (wśród 2880 gmin regionu Rodan-Alpy Sainte-Foy-l’Argentière plasuje się na 706. miejscu pod względem liczby ludności, natomiast pod względem powierzchni na miejscu 1703.).